# Тварина, обдарована розумом
«Тварина, обдарована розумом» (фр. Un animal doué de raison) — науково-фантастичний роман французького письменника Робера Мерля з елементами наукового і політичного прогнозу, виданий у 1967 році.

## Сюжет
Дія роману відбувається під час В'єтнамської війни. Одна із закритих лабораторій США досягає епохального успіху: професор Генрі Севілла навчив двох дельфінів (Фа і Бі) говорити людською мовою (англійською). Коло зацікавлених у цих дослідженнях дуже широке (США витрачає на них 500 мільйонів доларів на рік), а резонанс від цієї події зачіпає усі країни Землі. Представники секретних військових відомств США відбирають Фа і Бі у кетологів та за допомогою Боба, колишнього співробітника Севілли, тренують їх для підривання кораблів, потім обманом примушують підірвати атомною міною американський крейсер «Литл Рок». Це відразу дає США привід для розв'язування ядерної війни з Китаєм. Спецслужби вбивають Боба, що дізнався від дельфінів правду, а потім у ході двох нічних нападів намагаються знищити дельфінів й усіх свідків — працівників приватної дослідної станції Севілли.
Фінал роману відкритий, оскільки за чотири дні до закінчення терміну ультиматуму США, пред'явленого Китаю, Севілла з дружиною Арлетт і два співробітники станції (Пітер і Сюзі) роблять спробу таємно різними шляхами потрапити до Європу та відкрити світу свідчення дельфінів, що вижили.

## Хронологія роману
Події в романі описуються з 28 квітня 1970 року до ночі з 8 на 9 січня 1973 року.

## Персонажі
- Генрі Севілла — головний герой, кетолог, галісієць за походженням. У результаті багаторічних досліджень розшифрував мову свистіння дельфінів та навчив двох з них, Фа і Бі англійській.
- Арлетт Лафей — одна із співробітниць дослідної станції Севілли, потім його дружина.
- Фа (Іван) — самець пляшконосого дельфіна, вихований з народження професором Севіллою. Навчений ним англійській мові.
- Бі (Бессі) — самка-подруга Фа, навчена Севіллою і Фа.

## Цікаві факти
- У романі кандидатом у президенти США (що програє вибори) є кіноактор. Як частина «операції» з його висунення в романі згадується губернаторство Рональда Рейгана в Каліфорнії, що почалося в 1967 році.
- Автор дотримується у книзі версії про відповідальність ЦРУ за вбивство Джона Кеннеді.
- Підривання крейсера «Литл Рок», що використовується як привід для початку війни, нагадує початок Іспансько-американської війни через вибух крейсера «Мен» (між цими подіями в тексті роману проводиться аналогія).
- Мова дельфінів не розшифрована й досі.

## Екранізації
Роман екранізований в 1973 році Майком Ніколсом під назвою «День дельфіна».

## Переклади
- Мерль Робер. Тварина, обдарована розумом: Роман. — К.: Радянський письменник, 1971. — 332 с. Переклад із французької Григорія Філіпчука.